# Laisse
 (mars 2016).
Si vous disposez d'ouvrages ou d'articles de référence ou si vous connaissez des sites web de qualité traitant du thème abordé ici, merci de compléter l'article en donnant les références utiles à sa vérifiabilité et en les liant à la section « Notes et références ».
Pour les articles homonymes, voir Laisse de mer.

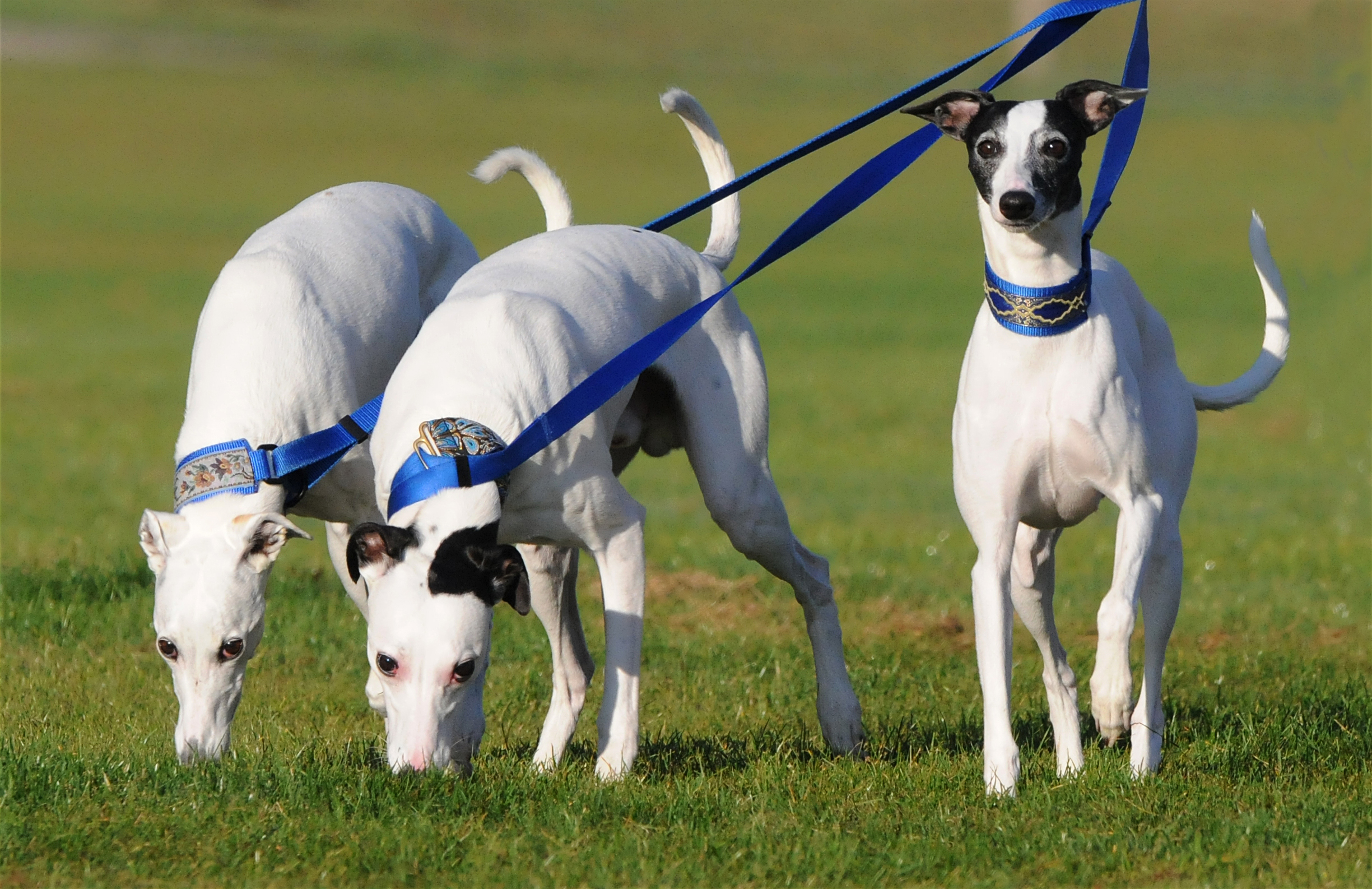
Trois chiens tenus en laisses.

Une laisse, plus rarement écrit lesse (forme ancienne), est une lanière destinée à être attachée au cou d'un animal afin de contrôler ses déplacements.
Plus agréable pour ce dernier à porter qu'une chaîne et tenue lâche, elle peut servir à promener son animal de compagnie sans prendre le risque que celui-ci s'échappe. Il en existe différents modèles. Elle est choisie en fonction de la taille et de la corpulence de l'animal ainsi que de son comportement, mais également de l’environnement des balades. La laisse est aussi une étape de dressage pour les animaux.
La laisse est souvent utilisée pour des animaux domestiques, plus généralement pour les chiens voire les chats.

## Usage humain
La laisse (ou un équivalent) est parfois utilisée pour les humains, dans des circonstances très variées. Elle est alors un instrument de soumission et généralement d'humiliation, mais elle est perçue de façon différente selon le contexte.
Dans le cadre de l'esclavage, des humains ont ainsi été tenus en laisse de la même manière que d'autres animaux.
Il existe aussi des systèmes de laisses pour enfants, dont l'usage est souvent critiqué.
En revanche, la laisse peut aussi être un instrument dans le cadre de pratiques BDSM, où son port est donc consenti.
Dans la fiction, Riad Sattouf a imaginé, pour son film Jacky au royaume des filles, une société où les hommes sont inférieurs aux femmes et où ils sont parfois tenus en laisse pour symboliser leur totale soumission.

## Type de laisse
- Accouple triple
- Accouple double
- Laisse 3 positions
- Laisse à enrouleur ou laisse rétractable: C'est un type de laisse rétractable qui permet de régler la longueur de la laisse à tout moment, pour en faire une laisse courte de garde au pied, ou une laisse longue, pour les promenades au grand air. La laisse rétractable est équipée d'un boitier enrouleur automatique, et, selon les modèles des fabricants, d'un cordon ou d'une sangle en nylon. Ainsi que d'un mousqueton, pour l'attacher à un collier ou à un harnais. Un bouton situé sur le boitier enrouleur permet de bloquer, freiner ou tout simplement laisser libre l'action de la laisse.
- Laisse à mousqueton panique
- Laisse à poignée réglable
- Laisse à amortisseur
- Laisse courte
- Laisse étrangleur
- Laisse lasso
- Laisse poignée
- Longe
- Laisse spécial jogging
- Laisse spécial voiture